# 최방란
최방란(1951년 3월 19일 ~ )은 대한민국의 성우이다. 1970년 MBC에 입사했으며, 현재는 MBC 4기이다. 문화방송 성우극회 소속.

## 주요 출연작품

### 애니메이션
- 소년 코나의 모험 (MBC)
- 유령대소동 (MBC)
- 고바리안 (MBC) - 라일라 스와니
- 톰 소여의 모험 (MBC) - 메리
- 은하순찰대 (MBC)
- 어린이 명작동화 (MBC)
- 스타잔 (MBC)
- 소공녀 세라 (MBC)
- 천사소녀 새롬이 (MBC) - 다롱이
- 들장미소녀 캔디 (MBC) - 캔디(70년 방영)
- 마이티 마우스 (MBC) - 펄
- 그로이저X (MBC) - 리타
- 서부소년 차돌이 (MBC)
- UFO를 타고온 외계인 왕자 - 예니
- 날아라 원더공주 - 원더공주

### 영화
- 007 유어 아이스 온리 (MBC) - 머니페니(로이스 맥스웰)
- 007 살인면허 (MBC) - 머니페니(캐롤라인 블리스) / 델라(프리실라 반스) / 쾅의 동료(수리)
- 프렌지(MBC) - 모니카(진 마쉬)
- 개 같은 내 인생(MBC) - 여자 아이(수잔나 위터홈)
- 아직은 사랑을 몰라요 (SBS)
- 홍콩 미스터리 (MBC)